# دین رز
دین رز (انگلیسی: Deanne Rose؛ زادهٔ ۳ مارس ۱۹۹۹) بازیکن فوتبال اهل کانادا است.
وی همچنین در تیم‌های ملی فوتبال زیر ۲۰ سال زنان کانادا و زنان کانادا بازی کرده‌است.
وی در مسابقات کشوری و بین‌المللی در مجموع برندهٔ ۱ مدال برنز شده‌است.